# 針刺し
針刺し（はりさし）は、裁縫や手芸で使用する針を置いておくための台。ピンクッション (pincushion)・針立て・針山などとも呼ばれる。

## 概要
綿をつめた布でできており、縫い針やまち針を刺せるようになっている。
全体が布でできているもの、布でできたものをバンドに縫い付け、手首に装着できるようにしているもの、
針を刺す部分のみを布でつくり、陶器や缶などに貼り付けたインテリア性の高いものなどがある。
綿の代わりに人毛やゴマやコーヒー豆などの油分をもつものを入れておくと、針が錆びないといわれている。